# 歲月流逝飯菜依舊美味
《歲月流逝飯菜依舊美味》是日本原創電視動畫，人物與故事原案由的作者atto負責，參與過該作動畫版的川面真也和水谷廣實分別擔任本作的導演與音樂，動畫由P.A.Works製作。於2025年4月至6月播放。

## 登場人物

### 飲食文化研究社
河合真子（聲：嶋野花）
雖然個性有點害羞，不擅長與人交談，但加入飲食文化研究社後，她的大學生活產生變化。專長是烹饪，对美食有追求或者认证时眼神会变得锐利。
古館九禮亞（聲：加隈亞衣）
个性温柔和善，值得信賴，会适当制止诗音我行我素的行为。在家族餐廳“高尾食堂”幫忙。
小川詩音（聲：青山吉能）
飲食文化研究社社長。個性開朗，積極主動，有行动力，但会毫无计划地执行。是真子的兒時好友兼小學同學，兩人在大學再次相遇。真子暱稱她為“鹹菜子”（おしんこ），但她羞于在大学朋友提起这个昵称。
比嘉躑躅（聲：夏寧）
个子矮小。有著冷靜而獨特的性格，會密切觀察周圍環境，但當出現問題時也容易驚慌失措。喜欢带绵羊样式的衣物或玩物，很爱喝能量饮料，会弹尤克里里。
星奈奈（聲：會澤紗彌）
和躑躅是高中同學。性格害羞，但熟络后就待人活跃开朗。擅长智力类玩具，本来想自己组建解謎社，但由于性格原因组建失败后，加入了飲食文化研究社。养有一只名为“波奇”的变色龙。

### 稻荷女子大學
太田真由美（声：福原绫香）
大学职员，负责审核社团组建状况，会定期巡查飲食文化研究社活动情况来避免空占活动室的虚假活动社团。
儿玉樱（声：中岛爱）
大学三年级，农业社社长，管理社团拥有的一片田地。有狩猎执照。

### 其他角色
摩可太郎（聲：Moeno Azuki）
走遍日本各地去品嚐美味佳餚的人氣角色。
星露奈（声：黑木穗乃香）
星奈奈的姐姐。经营一家时尚服装店，有提供踯躅喜欢的绵羊服装。害怕奈奈的变色龙。
由奈（声：長江里加）、阳和（声：長谷川育美）
真子、诗音小时候在真子老家的玩伴。由奈留着短短的波波髮，高中毕业后没有继续升入大学，而在家帮父亲打理生意。阳和小时候扎着一小束马尾髮，长大高中毕业后到大阪就读大学。
九礼亚的妈妈（声：前田愛）
九礼亚的妈妈。经营着家庭餐厅“高尾食堂”。熟悉诗音。

## 製作人員
- 原作：team apa
- 導演：川面真也、春水融
- 劇本統籌：比企能博
- 人物原案、故事原案：atto
- 人物設定：滿田一
- 總作畫監督：滿田一、柏木彩花、林珠银
- 服裝設計：藤谷奈美
- 道具設計：牧野博美
- 美術導演：東潤一
- 美術設計：藤井祐太
- 色彩設計、特殊效果：加口大朗
- 3D導演：市川元成
- 2D制作：村上瞭
- 攝影：佐藤陽一朗
- 音響導演：高寺雄
- 音響製作：Magic Capsule
- 音樂：水谷廣實
- 動畫製作：P.A.Works[1]

## 主題曲
片頭曲
演唱：asmi，作词：Ryota Saito，作曲：Ryota Saito、Knoak，编曲：Knoak
片尾曲
演唱：汐れいら，作词、作曲：，编曲：Knoak

## 各话列表
| 话数   | 标题                   | 劇本     | 分镜             | 演出               | 作画監督 | 首播日期       |
| ------ | ---------------------- | -------- | ---------------- | ------------------ | --- | -------------- |
| 第1话  | 欢迎来到饮食文化研究社 | 比企能博 | 川面真也、春水融 | 大田知章           | 小岛明日香、柏木彩花、若山政志、大野薰野、山本惠里沙、magho、林珠银、SILVER LINK、光之園動畫                     | 2025年 4月13日 |
| 第2话  | 有点想要做料理         | 比企能博 | 春水融           | 宫田政典           | 田中未来、吉田翔太、小笠原忧、magho、山本惠里沙、若山政志、柏木彩花、小野和美、中岛大智、林珠银、SENA 8ito       | 4月20日        |
| 第3话  | 钱不见了！             | 比企能博 | 坂田纯一         | 山下知晃           | 田中未来、中岛大智、小野和美、大野薰野、田之上槙、SILVER LINK、光之園動畫                                        | 4月27日        |
| 第4话  | 这位是星奈奈           | 比企能博 |                  |                    | 天野和子、小笠原忧、小野和美、柏木彩花、林珠银、光之园动画                                                       | 5月4日         |
| 第5话  | 要不要一起去兜風？     | 比企能博 | 佐佐木勅嘉       | 金森由树           | 林珠银、柏木彩花、中岛大智、小笠原忧、Lee Jae min、Kim Yu sun、Lee Sang Jin、Lee Jong man、Ho Seong Jin          | 5月11日        |
| 第6话  | 难道…是我变胖了？      | 星野七海 | 梅津朋美         | 东亮佑、栗山美秀、 | 、藤井萌依、大野勉、Atelier Gokujou、赵小川、徐超、陈玲玲、蒋海华                                                | 5月18日        |
| 第7话  | 我一定会牢牢记住       | 比企能博 | 宫田政典         | 山下知晃、春水融   | 中島大智、若山政志、小笠原忧、林珠银、小野和美、MARURIN、Romulo                                                  | 5月25日        |
| 第8话  | 冷气…坏掉了吗？        | 比企能博 | 西田正義         | 、高橋正典         | 林珠银、小笠原忧、中島大智、若山政志、山本惠理沙、吉田翔太、Madeline、MARURIN、Paul stiffman、Romulo、光之园动画 | 6月1日         |
| 第9话  | 來擺攤看看吧！         | 比企能博 | 浅井義之         | 山下知晃           | 小島明日香、柏木彩花、林珠银、吉田翔太、小笠原忧、小野和美、Magho、中島大智、光之园动画                          | 6月8日         |
| 第10話 | 我回來了               | 比企能博 | 春水融           | 粟井重紀           | 小島明日香、李程尚、陳月、小笠原憂、小野和美、中島大智、光之園動畫                                               | 6月15日        |
| 第11话 | 你们圣诞节有空吗？     | 星野七海 | 坂田純一         | 上野謙矢           | 川合正起、北原莉奈、Demoulin Remi、eeqa                                                                          | 6月22日        |
| 第12话 | 謝謝款待！             | 比企能博 | 春水融           | 春水融             | 小島明日香、林珠銀、柏木彩花、小野和美、小笠原忧、中島大智、光之园动画                                           | 6月29日        |

## 播映平台
| 播放日期              | 播放時間（UTC+9）  | 播放電視台   | 播放地區   | 備註   |
| --------------------- | ------------------ | ------------ | ---------- | ------ |
| 2025年4月13日—6月29日 | 星期日 00:30—1:00  | TOKYO MX     | 東京都     |        |
|                       |                    | 栃木電視台   | 栃木縣     |        |
|                       |                    | 群馬電視台   | 群馬縣     |        |
|                       |                    | BS11         | 日本全域   | BS放送 |
|                       | 星期日 2:30—3:00   | 名古屋電視台 | 中京廣域圈 |        |
| 2025年4月14日—6月30日 | 星期一 22:30—23:00 | AT-X         | 日本全域   | CS放送 |
|                       | 星期一 00:40—1:10  | ABC電視台    | 近畿广域圈 |        |

## BD / DVD
| 卷数 | 发售日期           | 收录话数      | 规格编号      | 规格编号      |
| 卷数 | 发售日期           | 收录话数      | BD            | DVD           |
| ---- | ------------------ | ------------- | ------------- | ------------- |
| 1    | 2025年6月25日      | 第1话–第2话   | ANZX-17961/2  | ANZD-16961/2  |
| 2    | 2025年7月30日      | 第3话—第4话   | ANZX-17963/4  | ANZD-16963/4  |
| 3    | 2025年8月27日预定  | 第5话–第6话   | ANZX-17965/6  | ANZD-16965/6  |
| 4    | 2025年9月24日预定  | 第7话–第8话   | ANZX-17967/8  | ANZD-16967/8  |
| 5    | 2025年10月29日预定 | 第9话–第10话  | ANZX-17969/70 | ANZD-16969/70 |
| 6    | 2025年11月6日预定  | 第11话–第12话 | ANZX-17971/2  | ANZD-16971/2  |

## 漫画
动画改編漫畫由Quro作畫，於2025年3月15日起在KADOKAWA旗下网络漫画平台《Alive+》連載。
| 卷數 | KADOKAWA      | KADOKAWA               |
| 卷數 | 發售日期      | ISBN                   |
| ---- | ------------- | ---------------------- |
| 1    | 2025年5月28日 | ISBN 978-4-04-811498-1 |

## 逸闻
角色古館九禮亞所在的家族餐馆，其原型为位于高尾站附近的一家餐馆，在电视动画播出第1话（4月13日）不久后的2025年4月18日关闭，关闭前有部分爱好者朝圣参观。制作方也在电视动画第1话播出前的前一天（12日），发布了由其他角色的声优嶋野花和Moeno Azuki进行拜访活动的视频。

## 外部連結
- 電視動畫《歲月流逝飯菜依舊美味》官方網站（日語）
- 電視動畫《歲月流逝飯菜依舊美味》官方的X（前Twitter）